# Lijst van vicepremiers van Luxemburg
Het ambt van vicepremier van Luxemburg werd in 1959 gecreëerd. De vicepremier is lid van de kleinere regeringspartij. De vicepremier is plaatsvervanger van de premier en is hoofdvertegenwoordiger van zijn partij in het kabinet. De vicepremier bekleedt ook nog een andere ministerspost.
Tot 1989 luidde de officiële titel van het ambt Vicepresident van de Regering, in lijn met de premier die President van de Regering werd genoemd. De term  vicepremier werd onofficieel echter altijd wel gebruikt.
| Vicepremier | Vicepremier       | Partij | Ambtstermijn                                                     | Premier                                        |
| ----------- | ----------------- | ------ | ---------------------------------------------------------------- | ---------------------------------------------- |
|             | Eugène Schaus     | DP     | 2 maart 1959 – 15 juli 1964                                      | Pierre Werner (CSV)                            |
|             | Henry Cravatte    | LSAP   | 15 juli 1964 – 6 februari 1969                                   | Pierre Werner (CSV)                            |
|             | Eugène Schaus     | DP     | 6 februari 1969 – 15 juni 1974                                   | Pierre Werner (CSV)                            |
|             | Raymond Vouel     | LSAP   | 15 juni 1974 – 21 juli 1976                                      | Gaston Thorn (DP)                              |
|             | Bernard Berg      | LSAP   | 21 juli 1976 – 16 juli 1979                                      | Gaston Thorn (DP)                              |
|             | Gaston Thorn      | DP     | 16 juli 1979 – 22 november 1980                                  | Pierre Werner (CSV)                            |
|             | Colette Flesch    | DP     | 22 november 1980 – 20 juli 1984                                  | Pierre Werner (CSV)                            |
|             | Jacques Poos      | LSAP   | 20 juli 1984 – 26 januari 1995 26 januari 1995 – 7 augustus 1999 | Jacques Santer (CSV) Jean-Claude Juncker (CSV) |
|             | Lydie Polfer      | DP     | 7 augustus 1999 – 31 juli 2004                                   | Jean-Claude Juncker (CSV)                      |
|             | Jean Asselborn    | LSAP   | 31 juli 2004 – 4 december 2013                                   | Jean-Claude Juncker (CSV)                      |
|             | Etienne Schneider | LSAP   | 4 december 2013 – 4 februari 2020                                | Xavier Bettel (DP)                             |
|             | Félix Braz        | DG     | 5 december 2018 – 11 oktober 2019                                | Xavier Bettel (DP)                             |
|             | François Bausch   | DG     | 11 oktober 2019 – 17 november 2023                               | Xavier Bettel (DP)                             |
|             | Dan Kersch        | LSAP   | 4 februari 2020 – 5 januari 2022                                 | Xavier Bettel (DP)                             |
|             | Paulette Lenert   | LSAP   | 5 januari 2022 – 17 november 2023                                | Xavier Bettel (DP)                             |
|             | Xavier Bettel     | DP     | sinds 17 november 2023                                           | Luc Frieden (CSV)                              |

De regering-Bettel-Schneider II, die tussen 2018 en 2023 regeerde, bestond uit drie partijen en telde daarom twee vicepremiers.

## Voetnoten
1. ↑  De regeringscoalitie bestaat in de regel uit twee partijen, de grootste partij levert de premier